# Янг, Стюарт (политик)
Стюарт Ричард Янг (англ. Stuart Richard Young; род. 9 февраля 1975) — тринидадо-тобагианский политический и государственный деятель. Был министром энергетики и заместителем премьер-министра, в марте 2025 года стал премьер-министром страны после отставки Кита Роули по состоянию здоровья.

## Биография
Стюарт Янг родился 9 февраля 1975 года в центре города Порт-оф-Спейн. Его отец Ричард был банковским служащим китайского происхождения, мать Присцилла — медсестра индийского происхождения из мусульманской семьи. Стюарт — старший из троих детей супругов. Получил католическое воспитание, был старшим алтарником. Семья его матери жила в Южном Тринидаде, но Стюарт вырос в Порт-оф-Спейне, где посещал начальную школу и среднюю школу в престижном колледже Святой Марии. Он подумывал стать священником или бухгалтером, но в конечном итоге решил изучать право в Ноттингемском университете в Англии.
До избрания членом парламента Янг работал адвокатом. В 1997 году был принят в коллегию адвокатов в Великобритании (Англии и Уэльсе), а в 1998 году — в Тринидаде и Тобаго. Он также был принят в коллегии адвокатов Доминики и Антигуа и Барбуды.
Янг не занимался политикой до 2014 года, когда в ходе своей юридической практики познакомился с тогдашним лидером оппозиции Китом Роули. Роули предложил ему место в Сенате Тринидада от своей партии, Народного национального движения (ННД), которое Янг принял. В 2015 году на выборах в Палату представителей он был избран в парламент Тринидада как кандидат от ННД по избирательному округу Port-of-Spain North/St Ann’s West. В сентябре того же года он был назначен руководителем аппарата канцелярии президента и министерства иностранных дел.
В июне 2018 года стал министром связи. В августе того же года был назначен министром национальной безопасности, сменив на этом посту Эдмунда Диллона.
После смерти министра энергетики Франклина Хана в апреле 2021 года ему было доверено это министерство. В ноябре 2022 года он был избран председателем ННД.
В июне 2024 года Янг был назначен старшим советником (аналог британского королевского советника). В июле 2024 года впервые был назначен заместителем премьер-министра Тринидада и Тобаго. Эта должность не является постоянной в Тринидаде, но заместитель премьер-министра назначается, когда последний находится за границей или не может выполнять свои обязанности по болезни. То же самое относится и к должности генерального прокурора, и в декабре 2024 года Янг исполнял обязанности заместителя генерального прокурора, когда тот объявил чрезвычайное положение для борьбы с разгулом преступности в Тринидаде.
В январе 2025 года премьер-министр Кит Роули объявил о своём намерении уйти в отставку до окончания парламентского срока. Он назвал Янга своим преемником. Ранее Янг победил на внутрипартийном голосовании против министра строительства Пеннелопы Беклс. Ежедневная газета Trinidad Newsday подвергла критике тот факт, что решение Роули не было основано на демократических выборах, а было принято исключительно премьер-министром.
Роули покинул свой пост 16 марта 2025 года. Янг был приведён к присяге в качестве нового премьер-министра Тринидада и Тобаго 17 марта.
Янг возглавил ННД на парламентских выборах в Трининаде и Тобаго 28 апреля 2025 года, на которых проиграл Камле Персад-Биссессар из Объединённого национального конгресса, получив всего 14 мест в парламенте из 41. После выборов Янг ушёл с поста председателя партии ННД 30 апреля.

### Личная жизнь
Янг практикует боевое искусство сётокан и имеет чёрный пояс. Был женат на бизнес-консультанте Марии Дэниел, но развёлся в 2017 году. Дэниел родила в браке дочь, которая стала жертвой похищения в 2018 году.